# 新宿WEバス

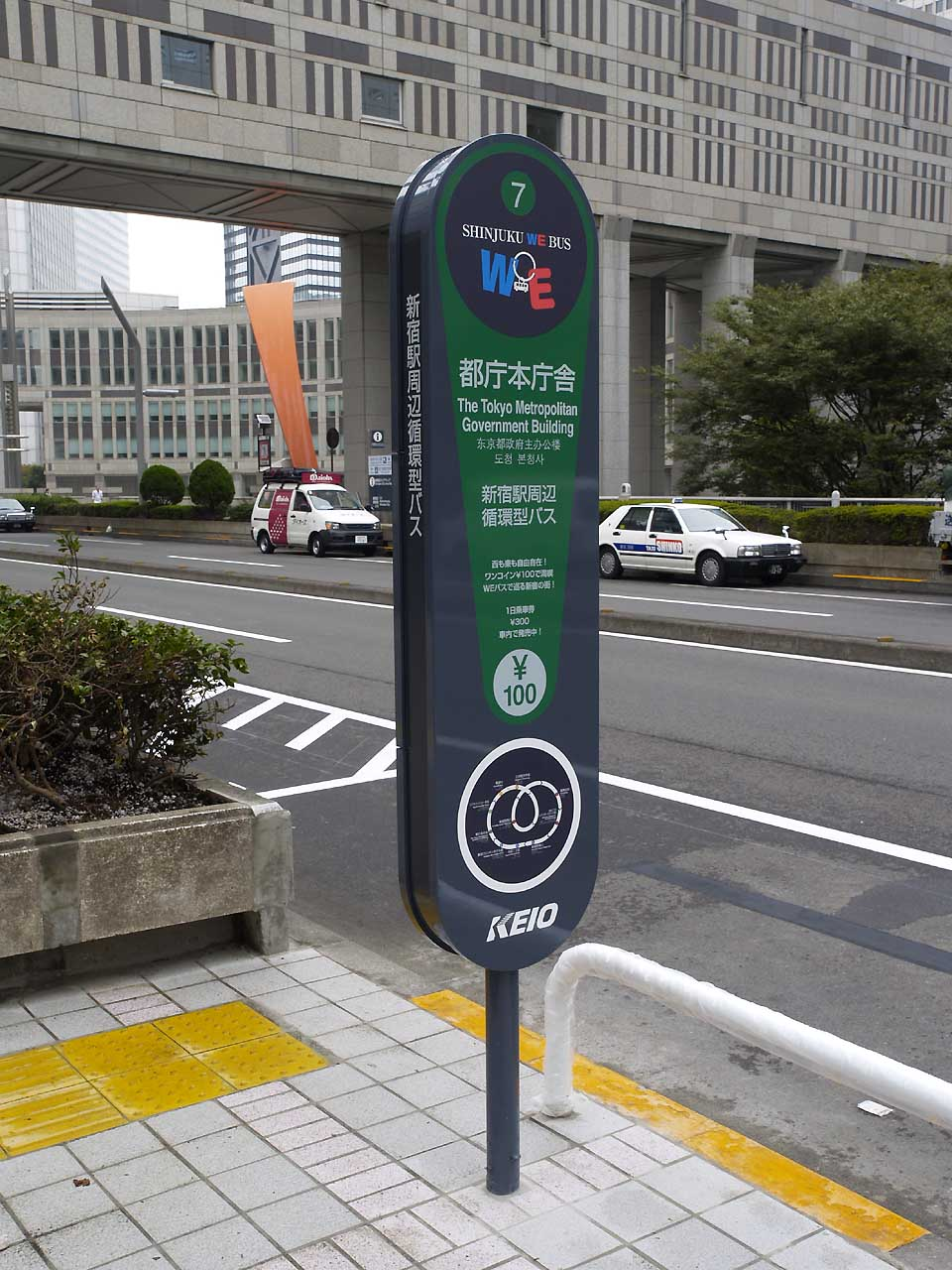
新宿WEバスの停留所ポール（都庁本庁舎）

新宿WEバス（しんじゅくウィーバス）は、東京都新宿区が運行するコミュニティバス。新宿区では「地域活性化バス」と呼称している。2009年9月27日運行開始。開業当初より京王バス中野営業所に運行を委託している。
新宿駅の西側と東側を結び、駅周辺の交通の利便性を向上させ、またパークアンドバスライドを促進する目的で運行されている。「WEバス」の名称は、「新宿の西（West）と東（East）を結ぶわたしたち（We）のバス」に由来し、ロゴマークは青い「W」と赤い「E」の文字を、循環バスの輪が結ぶデザインとなっている。

## 概要
新宿駅西口を交点として、徒歩では時間のかかる駅の西側と東側を結び、新宿駅周辺のオフィスビル、ホテル、公園などを循環する系統である。開業と同時にWEバス専用デザインのノンステップバスが4台用意され、車内から超高層ビル街の景観を楽しめるよう、後部に天窓の付いた改造車となっている。架装は京王グループの東京特殊車体が手掛けた。
2009年9月27日正午より運行開始。それに先立ち同日午前中には、新宿三丁目の道路を活用したオープンカフェ「新宿モア4番街」で出発式を開催。新宿区長（当時）の中山弘子ら関係者によるテープカットの後、専用車両の見学・撮影会と試走が行われた。
外国人観光客も多い新宿という土地柄、運行開始当初から車内放送では英語自動放送アナウンスが行われている。また車内で配布される路線図リーフレットも、日本語と英語に対応した日英版として発行されてきたが、中国語（簡体字）と朝鮮語（ハングル）に対応した中韓版も追加された。

## 運行内容

### 運賃
運賃は100円均一（大人・小児同額）で未就学児は無料。2009年の開業時から運賃は改定されていない。京王バス中野営業所管内の一般路線バスと同様、前乗り先払い方式である。
運賃支払いにはPASMO・Suicaなど交通系ICカードが使用できる（ただしバス利用特典サービスは対象外であった）。運行開始時からPASMO・Suicaに対応しており、2013年3月23日から開始された交通系ICカード全国相互利用サービスにより、対応する全国の交通系ICカードが利用可能となった。
東京都シルバーパスは利用できず、各種障害者手帳による割引も適用されない。また京王バスのIC都区内一日乗車券、IC全線一日フリー乗車券は利用できない。新宿WEバス専用の定期券は用意されておらず、京王バスの金額式IC定期券「モットクパス」は適用範囲外でSF残高が引き落とされる。

### 一日乗車券
新宿WEバス専用一日乗車券が、300円（小学生以上）で車内で発売されている。
また、パークアンドライドの取り組みとして東京都環境局と連携し、400円で8名まで一日乗り放題となる「パーク&バスライド一日乗車券」を用意している。都庁第一本庁舎駐車場に自家用車を駐車して新宿WEバスを利用すると1時間分の駐車料金が無料になり、さらに新宿駅周辺の百貨店や駅ビルなど提携店舗での一定金額以上の買い物で駐車料金が無料になる。2020年時点での提携店舗は、京王百貨店、小田急百貨店、伊勢丹、髙島屋、新宿マルイ、ルミネ新宿・ルミネエスト。
専用一日乗車券、パーク&バスライド一日乗車券ともに、新宿WEバスの開業時から設定されており、料金とサービス内容は変更されていない。

## 歴史

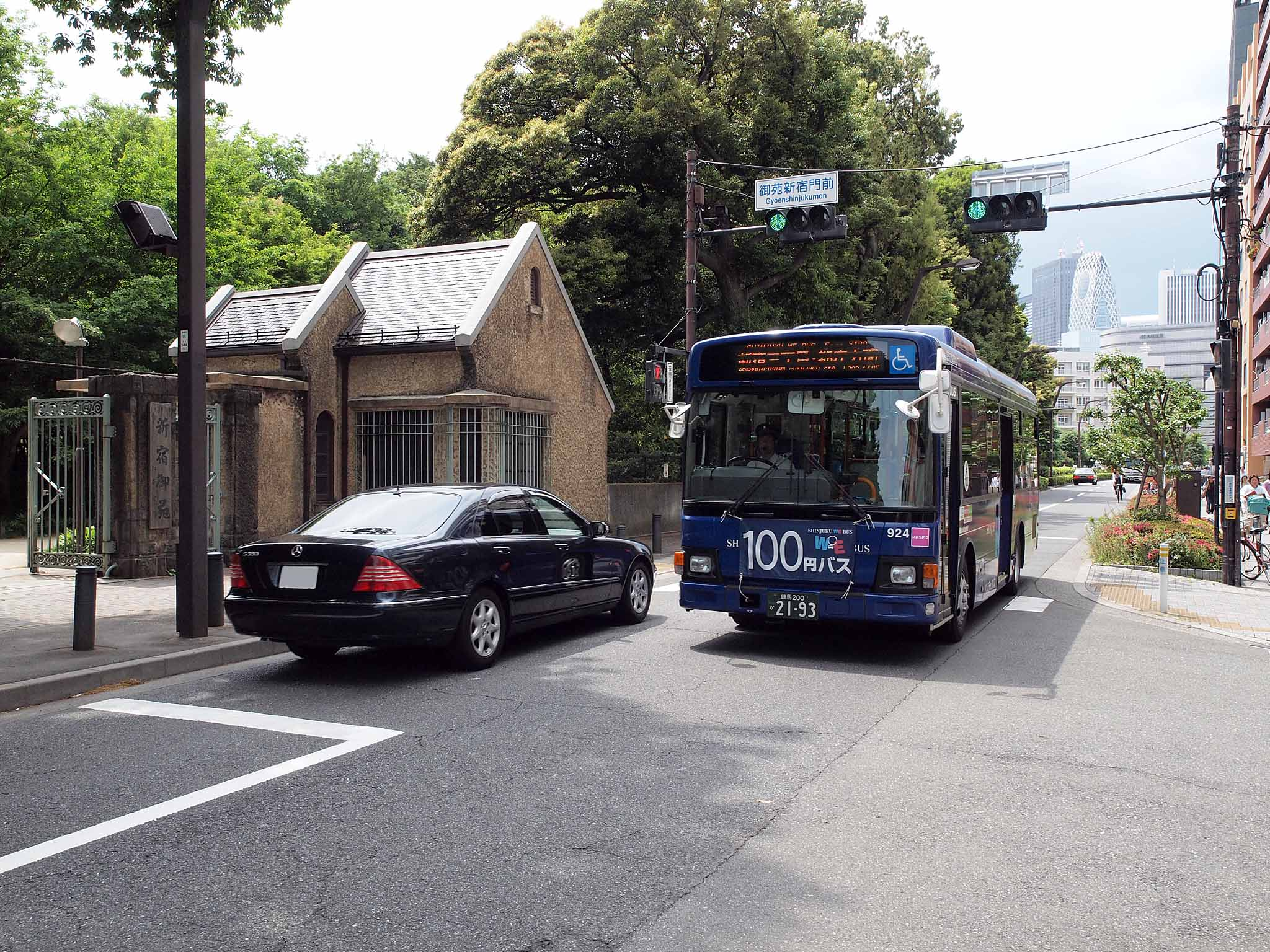
2011年から2024年9月まで運行された新宿御苑ルート (A20924)

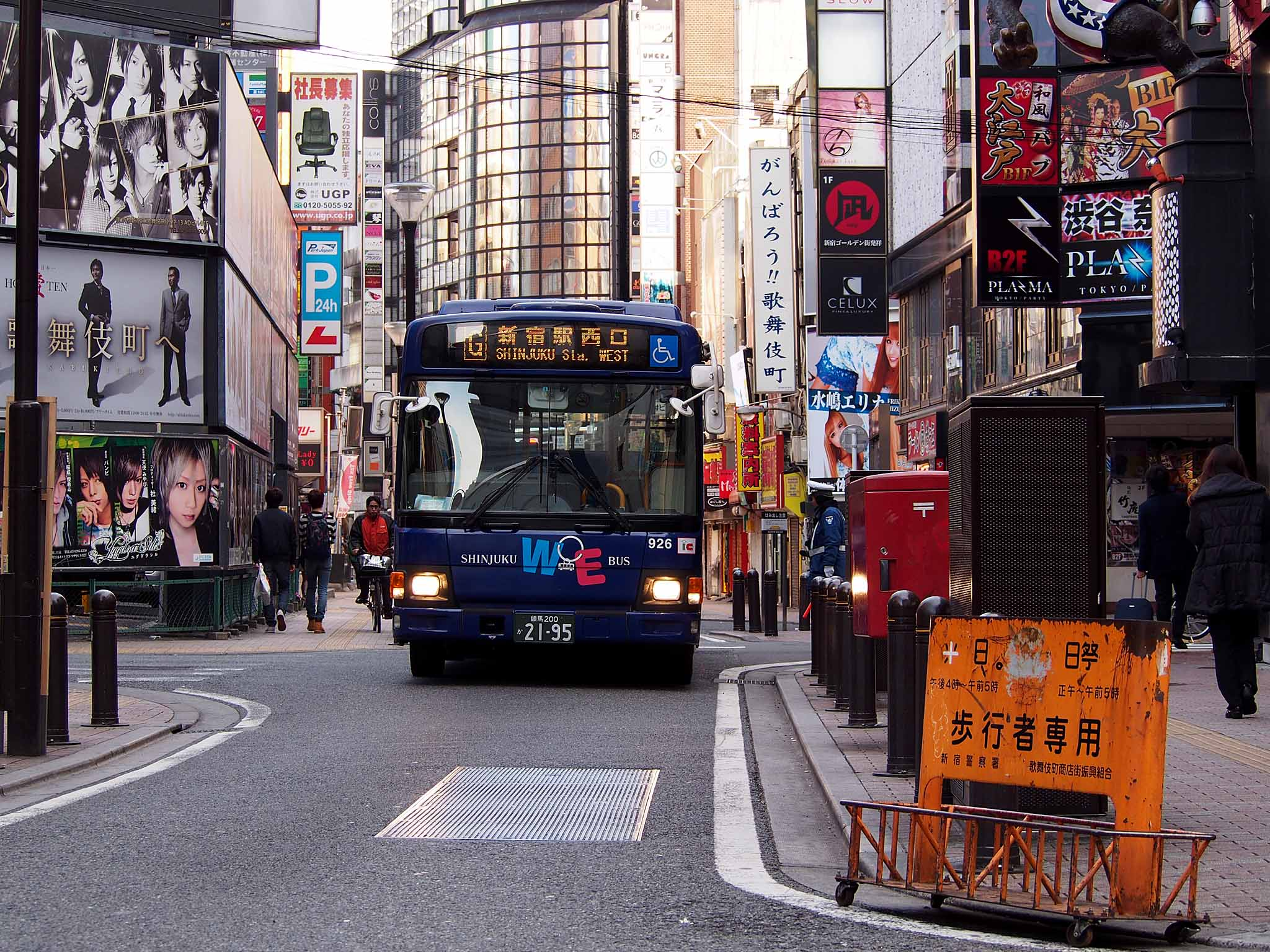
2016年1月から2024年9月まで運行された歌舞伎町ルート (A20926)

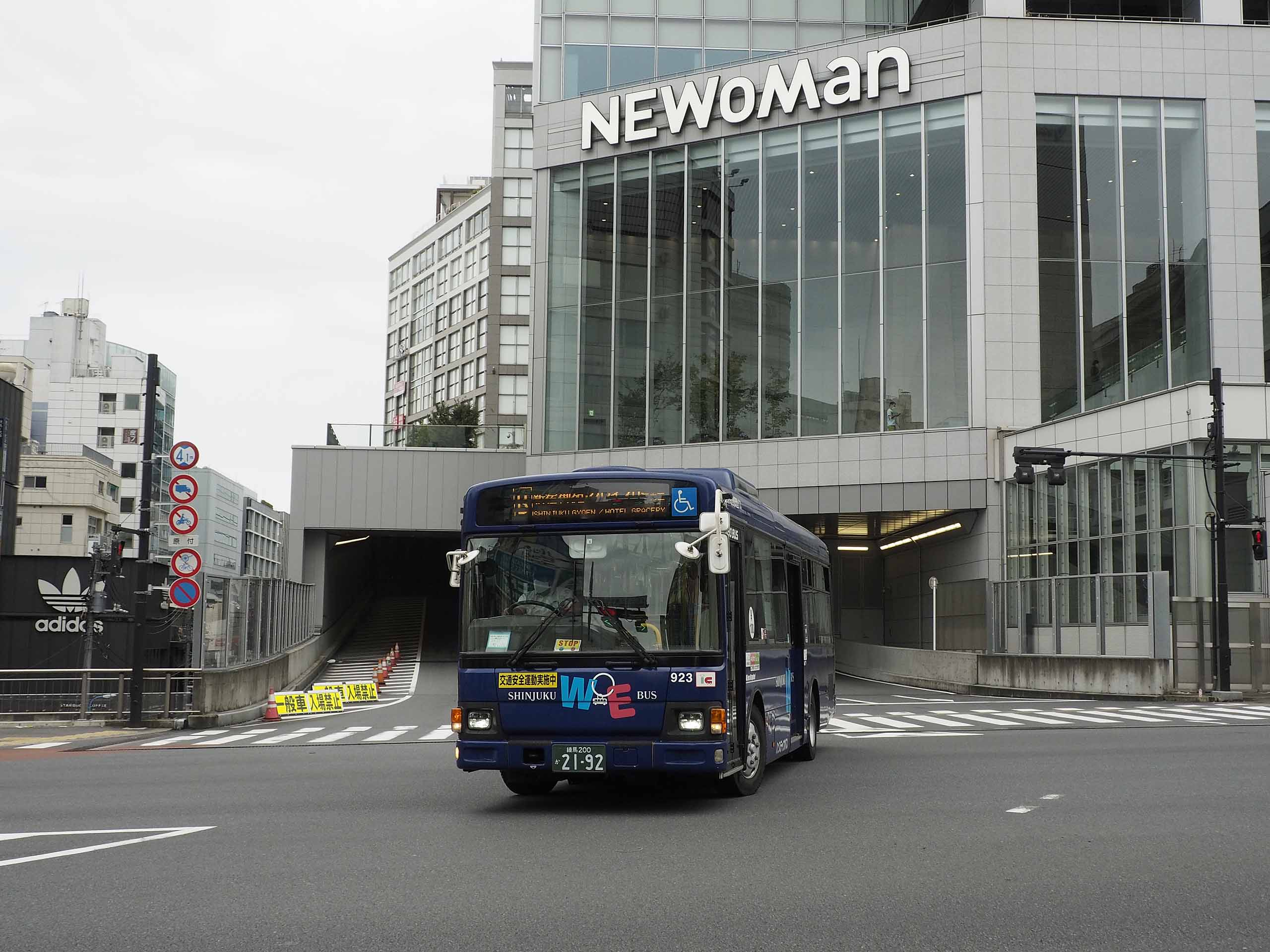
新宿御苑ルートは2016年4月から2024年9月までバスタ新宿へ乗り入れ (A20923)

現行ルートは、2009年9月に新宿WEバスとして運行開始したルートと、2003年4月1日に運行開始した新都心循環線を、2011年12月1日に新宿WEバスへ統合したルートに大別される。
新宿駅の西側のみを循環する「西ルート」は、新都心循環線（100円バス）が前身であり、さらにその前身は永福町営業所が担当していた新宿循環線に遡る。これらはコミュニティバスではなく京王の一般路線バスであった。
日中のルートは、2009年9月27日に新宿区のコミュニティバスである新宿WEバスとして運行開始した。甲州街道・ 新宿通り・都庁通り経由で、新宿駅の東西両側を循環する。日曜・祝日は東口の新宿通り周辺が歩行者天国となり、新宿三丁目 - 新宿駅西口間を御苑大通り - 靖国通り経由で迂回運行するため、靖国通り上に「新宿五丁目」停留所が設置されている。
2011年12月1日からは、新都心循環線もWEバスに編入され、朝夜ルートはほぼ旧新都心循環線の経路で運行し、日中のルートは従来のWEバスの経路で運行することとなった（ただし新宿ワシントンホテル - 都庁本庁舎間は、朝・夜と同様にパークハイアットを経由する）。その際に新宿駅西口の停留所が、当初の小田急百貨店前に加えて京王百貨店前にも追加された。
2016年1月25日からのルート変更で、新宿駅西側は朝・夜ルートに統一された。従来の経路のうち、新宿ワシントンホテル - 都庁本庁舎 - ハイアットリージェンシー - 工学院大学 - 新宿駅西口は、出入庫ルートとして存続されたものの、本数は大幅に縮小された。また新宿駅東側は、従来の「新宿御苑・西新宿ルート」に加えて「歌舞伎町ルート」が新設された。また同年4月4日のバスタ新宿開業を受け、同日より「新宿御苑・西新宿ルート」がバスタ新宿への乗り入れを開始。「新宿駅南口」停留所がバスタ新宿3階に移設され「新宿駅南口交通ターミナル（バスタ新宿）」に改称された。
2018年12月10日からのルート変更で、「新宿御苑・西新宿循環ルート」は「新宿御苑ルート」に短縮され、西新宿方面には行かなくなった。そのため「新宿御苑ルート」と「歌舞伎町・西新宿循環ルート」の無料のりかえ券を新宿駅西口（小田急百貨店前）停留所で発行することとした。
また「新宿御苑ルート」は、日中は「歌舞伎町・西新宿循環ルート」と同様に、新宿東宝ビル（新宿コマ劇場跡地）のホテルグレイスリー新宿経由に変更。新宿通り（新宿追分）経由は平日および土曜夜のみに縮小された。
2020年5月、新型コロナウイルス感染症の影響で歌舞伎町ルートを休止。ホテルグレイスリー新宿へは引き続き新宿御苑ルートが乗り入れる。
2023年8月16日より新宿直近地区土地区画整理事業の開始に伴い、新宿駅西口（小田急百貨店前）停留所を廃止、旧・明治安田生命新宿ビル前の26番乗り場を西参道方面行きの乗り場とする。
2024年10月1日、新宿御苑ルート及び休止中の歌舞伎町ルートを廃止、両ルートのホテルグレイスリー新宿乗り入れを終了。
2025年4月1日より新宿駅西口の乗り場を26番から28番に変更。
2025年6月25日の運行をもって出入庫系統（出庫ルート：都庁本庁舎～工学院大学前～新宿駅西口（京王百貨店前）、入庫ルート：新宿駅西口（京王百貨店前）～角筈二丁目～ハイアットリージェンシー東京前）を廃止。

## 現行路線
2025年7月1日改定の現行路線。運行縮小により運行ルートは西ルートのみ。新宿駅西口のバス乗り場は新宿駅西口再開発事業により何度か移動しているが、2025年4月時点では28番である。

### 西ルート
- 【A】新宿駅西口 → 新宿ワシントンホテル前 → パークハイアット東京前 → 西参道 → プレッソイン新宿前 → 新宿ワシントンホテル新館 → 新宿駅西口
- 新宿駅西口止まりは【S】が表示される。

## 過去の路線

### 開業時のルート
- 新宿駅西口 → 歌舞伎町 → 新宿三丁目・レインボービレッジ前 → 新宿駅南口 → 角筈二丁目 → 新宿ワシントンホテル前 → 都庁本庁舎 → ハイアットリージェンシー → 東通り → 工学院大学 → 新宿駅西口

2009年9月27日、新宿WEバスとして開業した際のルート。開業当初は新都心循環線（S01系統）と並行して運行されていた。
開業時のルートは、新宿駅西口を起終点として駅の東西に10箇所の停留所を設置。新宿駅西口から東口へ歌舞伎町・新宿三丁目方面を回り、南口を経由して都庁本庁舎など西新宿の超高層ビル街を回って西口へ戻る。一周約5kmで所要時間は約35分の循環経路となっていた。起終点となる新宿駅西口の停留所は小田急百貨店前。
当初の経路は、靖国通り → 明治通り → 甲州街道 → 都庁通り → 東通り経由で、新宿駅西側では都庁本庁舎、ハイアットリージェンシー東京、工学院大学新宿キャンパスを経由していた。また新宿駅東側には歌舞伎町と、明治通りの伊勢丹向かいにあるレインボービレッジ前に停留所があり、新宿御苑へは乗り入れていなかった。
運賃は、新都心循環線と同様に100円均一に設定された（大人・小児同額、未就学児は無料）。新宿WEバス専用一日乗車券は開業当初から300円で用意されていた。3人目から運賃半額となるグループ割引も設定した。新都心循環線とは異なり、開業時からPASMO・Suicaが利用可能となっていた。バス共通カード、東京都シルバーパスは利用不可。平日は15分間隔、土休日は10分間隔で、10時から20時まで運行。1月1日は運休となっていた。

### 2011年2月1日改正ルート
- 新宿駅西口 → 新宿駅南口 → 新宿御苑 → 新宿御苑前駅 → 新宿追分 → 新宿駅東口 → 新宿駅西口 → 新宿ワシントンホテル前 → 都庁本庁舎 → ハイアットリージェンシー → 新宿駅西口

2011年2月1日にルート変更が行われた。開業当初のルートは靖国通り・明治通り経由であったが、新宿駅西口から都庁方面へ行く場合に大回りとなることや、新宿駅東側での利用が伸びなかったため、新宿通り経由に変更して新宿御苑・新宿追分に停留所を新設。新宿駅西口を交点とした8の字型の循環経路として需要喚起を図った。
新宿駅東側の経路は、新宿駅南口 → 甲州街道 → 新宿御苑 → 新宿御苑前駅 → 新宿通り → 新宿駅東口 → 新宿大ガード → 新宿駅西口 → 都庁方面となった。日曜祝日の新宿通りの歩行者天国実施時間帯は、新宿三丁目 - 新宿駅西口間は御苑大通り → 靖国通り経由で迂回運行し、靖国通りに「新宿五丁目」停留所が設置される。
このルート変更で歌舞伎町は経由しなくなり、「歌舞伎町」「新宿三丁目・レインボービレッジ前」の2停留所が廃止された。

### 2011年12月1日改正ルート
- 朝・夜ルート（旧S01系統）
  - 新宿駅西口（小田急百貨店前）→ 新宿駅西口（京王百貨店前21番）→ 新宿ワシントンホテル前 → パークハイアット東京前 → プレッソイン新宿前 → 新宿ワシントンホテル新館 → 新宿駅西口
- 日中ルート（旧WEバス）
  - 新宿駅西口（小田急百貨店前）→ 新宿駅西口（京王百貨店前21番）→ 新宿御苑 → 新宿追分 → 新宿駅東口 → 新宿駅西口 → 新宿ワシントンホテル前 →  → パークハイアット東京前 → 都庁本庁舎 → ハイアットリージェンシー → 新宿駅西口

2011年12月1日より、新都心循環線（S01系統）が新宿WEバスに統合され「朝・夜ルート」として運行される。従来のWEバスは「日中ルート」となり、ワシントンホテル - 都庁間は「朝・夜ルート」同様にパークハイアット東京を経由する。
これにより、新宿WEバスは2ルート体制となった。この改正の際に、新宿駅西口の停留所が起終点の小田急百貨店前に加え、京王百貨店前21番のりばも追加された（新宿駅のバス乗り場を参照）。
行先表示器のLEDでは「西ルート」「東ルート」の表示が使用された。また新宿通りの歩行者天国で迂回する際は「迂回東ルート」の表示が使用された。

### 2016年1月25日改正ルート
- 朝・夜ルート
  - 【A】新宿駅西口（小田急百貨店前）→ 新宿駅西口（京王百貨店前21番）→ 新宿ワシントンホテル前 → パークハイアット東京前 → プレッソイン新宿前 → ワシントンホテル新館 → 新宿駅西口（小田急百貨店前）
- 新宿御苑・西新宿循環ルート
  - 【B】新宿駅西口（小田急百貨店前）→ 新宿駅西口（京王百貨店前21番）→ 新宿御苑 → 新宿追分 → 新宿駅東口 → 新宿駅西口（→【A】と同経路）
- 歌舞伎町・西新宿循環ルート
  - 【G】新宿駅西口（小田急百貨店前）→ 新宿駅西口（京王百貨店前21番）→ 歌舞伎町 → ホテルグレイスリー新宿 → 新宿駅西口（→【A】と同経路）
- 出庫ルート
  - 【S】都庁本庁舎 - ハイアットリージェンシー東京前 - 東通り - 工学院大学前 - 新宿駅西口（7時台に1便）[34]
- 入庫ルート
  - 【Y】新宿駅西口 - 角筈二丁目 - 新宿ワシントンホテル前 - 都庁本庁舎 - ハイアットリージェンシー東京前（18時台に1便）[34]

2016年1月25日には大幅なルート改正が行われた。また各ルートにアルファベット記号が付与された。
新宿駅東側を通るルートとして「歌舞伎町・西新宿循環ルート」が新設され、新宿WEバスの歌舞伎町への乗り入れが復活した。駅東側の経路は、新宿駅西口 → 青梅街道 → 新宿大ガード → 靖国通り → 新宿区役所前（区役所通り）→ ホテルグレイスリー新宿 → 西武新宿駅（新宿プリンスホテル）→ 新宿駅西口となるが、停留所が新設されたのは歌舞伎町とホテルグレイスリー新宿のみである。
また従来は出入庫は回送としていたが、新たに出入庫便が設定された。駅西側の都庁本庁舎 - ハイアットリージェンシー東京 - 東通り - 工学院大学の経路が出入庫のみとなり、本数が大幅に削減され、朝と夜に各1便のみとなった。

### 2016年4月4日改正ルート
- 新宿御苑・西新宿循環ルート
  - 【B】新宿駅西口 → 新宿南口交通ターミナル（バスタ新宿）→ 新宿御苑 → 新宿御苑前駅 → 新宿追分 → 新宿駅東口 → 新宿駅西口

2016年4月4日のバスタ新宿開業に伴い、新宿御苑ルートがバスタ新宿へ乗り入れ開始。新宿駅南口停留所が「新宿南口交通ターミナル（バスタ新宿）」へ名称変更した。
他のルートについては変更なし。

### 2025年7月廃止
- 【S】出庫：都庁本庁舎 → ハイアットリージェンシー東京前 → 東通り → 工学院大学前 → 新宿駅西口（京王百貨店前）
- 【Y】入庫：新宿駅西口（京王百貨店前）→ 角筈二丁目 → 新宿ワシントンホテル前 → 都庁本庁舎 → ハイアットリージェンシー東京前

出入庫系統は通常路線と異なり新宿駅西口を京王百貨店前（21番）から発着していた。

## 前身となった路線

### 新宿循環線
- 宿30：新宿西口 → 十二社池の下 → 西参道 → 新宿西口（午後回り）
- 宿40：新宿西口 → 西参道 → 十二社池の下 → 新宿西口（午前回り）

1978年4月10日運行開始。宿40は西参道先回り。宿30は十二社池の下先回りで午後から終車まで運行。
2004年11月30日をもって廃止された。

### 新都心循環線

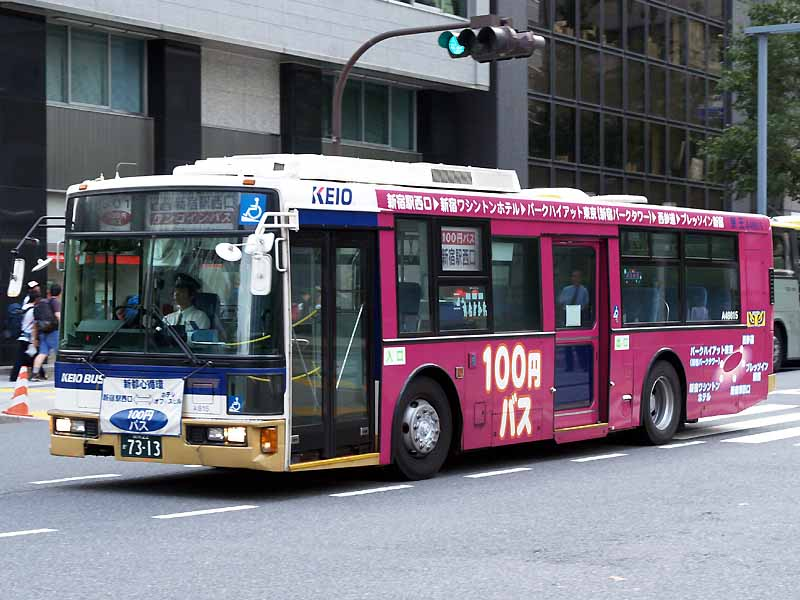
新都心循環線の専用車両 (A49815)

2003年4月1日、中野営業所がS01系統「新都心循環 ワンコインバス」として運行開始。新宿駅西口を起終点とし、西新宿一帯の新宿新都心のオフィスやホテルを結んで循環する路線。系統番号は新たに「S01」が付与された。1978年から永福町営業所が運行していた宿30・宿40「新宿循環線」をルーツとする路線であり、新宿WEバスの前身となった。
京王バスの一般路線で、運賃100円均一のワンコイン循環バスとして企画されたもので、新路線であることと安さをアピールするため、わかりやすく「100円バス」の愛称とピンク色のラインカラーが設定された。新宿駅西口のバス乗り場は、宿41・宿45系統と同一の20番のりばを使用し、新都心循環の経路を表示したピンク色の案内板が設置された。
専用車両として運行開始時より、日産ディーゼル・UAのフルフラットノンステップバス（KC-UA460KAM、1998年式、富士重工7E車体架装、トルコンAT車）が使用されていた。車体にはピンク色の専用ラッピングが施され、大きく「100円バス」の文字と経路が書かれていた。まれに専用車両以外が代走することもあった。
運行開始当初は、新宿三井ビル前や議事堂通り、都庁第二本庁舎と新宿中央公園の間にある一方通行路などを通る複雑な経路であった。運行開始時のルートは以下のとおり。
- S01：新宿駅西口 → 新宿三井ビル → 新宿ワシントンホテル前 → パークハイアット東京前 → 西参道 → 新宿ワシントンホテル前 → 新宿三井ビル → 新宿駅西口

2005年5月14日にルート変更が行われ、甲州街道 - 南通り - 十二社通り - 甲州街道という経路に単純化された。変更後のルートは以下のとおり。
- S01：新宿駅西口 → 新宿ワシントンホテル → パークハイアット東京（新宿パークタワー） → 西参道 → プレッソイン新宿 → 新宿ワシントンホテル新館 → 新宿駅西口

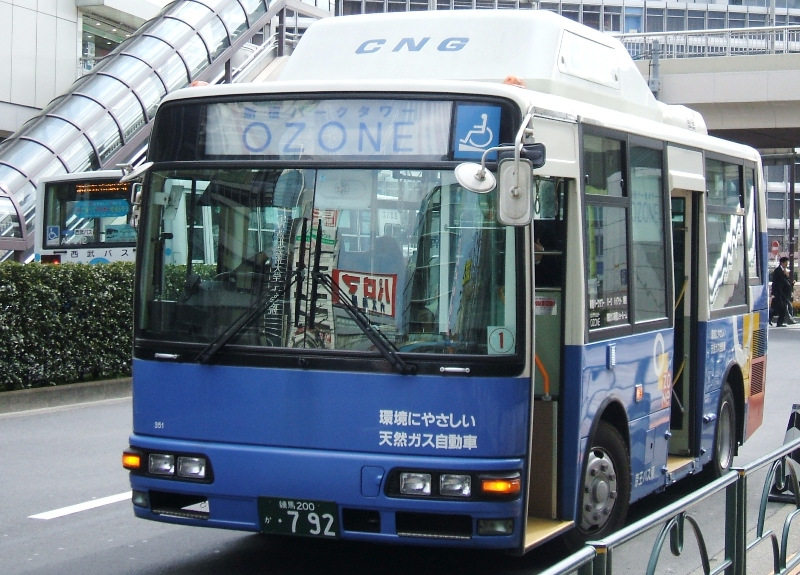
競合していた新宿パークタワー「リビングデザインセンターOZONE」無料シャトルバス
当時は永福町営業所が受託運行していた。

終日10分間隔で運行されていた（平日朝8分間隔、夕方9分間隔で運行する時間帯あり）。運賃の支払いは現金または専用回数券のみで、定期券は設定されておらず、バス共通カードは利用できなかった。2007年3月18日のPASMOサービス開始後も、専用車両にはICカードリーダーが搭載されず、PASMO・Suicaは利用できなかった。
しかし西新宿方面へは、同じく京王バス東（当時）が運行受託する新宿パークタワーシャトルバス（無料送迎バス）も運行されているため、一便あたりの乗客は多いとは言えなかった。ただし、朝は新宿駅西口 - パークハイアット東京前、夕方は西参道 - 新宿駅間で混雑する便もあった。
2009年9月27日に新宿WEバスが開業し、2011年12月1日より新都心循環線もWEバスに統合され、新都心循環線は廃止された。

## 車両
| 2016年夏から実施されている『シン・ゴジラ』ラッピング (A20924) |  | ゴジラのシルエットが加わった歌舞伎町ルートの行先表示 (A20923) |
| 2016年夏から実施されている『シン・ゴジラ』ラッピング (A20924) |  | ゴジラのシルエットが加わった歌舞伎町ルートの行先表示 (A20923) |

2009年9月27日の新宿WEバス開業時には、日野・レインボーIIを種車に、京王グループの東京特殊車体にて中扉以降の車体後部にサンルーフを設置するなど改造を施した、専用の中型車が4台（A20923 - A20926）配属されている。
運転席の後ろには展示スペースがあり、飾り付けができるようになっている。2014年の京王クリスマスバスに、WEバス専用車のA20924号車が使用された際は、このスペースにもクリスマス装飾が施された。

### ゴジラバス
新宿東宝ビルがゴジラ像をランドマークとし、同ビルに出店していて歌舞伎町ルートの停留所が設置されていたホテルグレイスリー新宿が「ゴジラルーム」を目玉としていることから、新宿WEバスではゴジラとのコラボレーションを開始。東宝の特撮映画『シン・ゴジラ』公開に合わせて、2016年7月29日から新宿WEバス専用車両の1台（A20924号車）を「ゴジラバス」としてゴジラのラッピング装飾を施し、主に歌舞伎町ルートで運行していた。これに伴い、歌舞伎町ルートのホテルグレイスリー行きのLED表示に、アイコンとしてゴジラのシルエットが追加されていた。
2017年3月21日には、映画のDVD・BD発売に合わせ「ゴジラバス」をリニューアル、座席もゴジラなどを印刷した赤いシートモケットに貼り替えた。